# برییف آ-۱۰۰

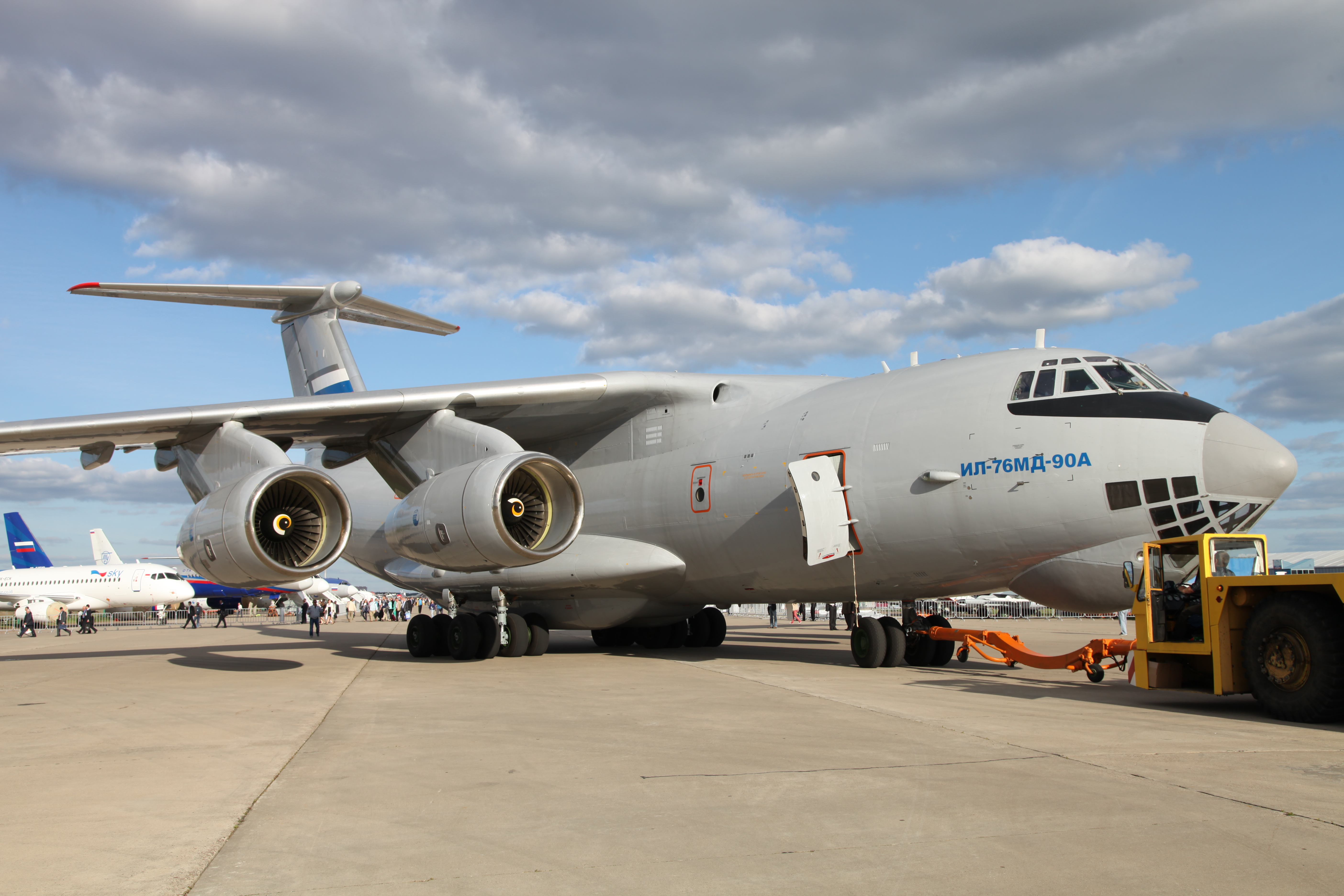
یک فروند برییف آ-۱۰۰ بر پایه ایلیوشین ۷۶ ام‌دی

هواپیمای برییف آ-۱۰۰ یک هواپیمای هشدار دهنده و کنترل اولیه (AEW & C) زودهنگام هوایی ساخت روسیه است که بر اساس هواپیماهای حمل و نقل Il-76MD-90A ساخته شده است. این هواپیما برای جایگزینی برییف آ-۵۰ در خدمت نیروی هوایی روسیه ساخته شده است . اویونیک و پیکربندی آن مشابه آ-۵۰ یو اما با رادار جدید Vegan Premier Active Faze Array خواهد بود . 

## مشخصات
- ویژگی‌های عمومی
- طول: ۴۶٫۵۹ متر (۱۵۲ فوت ۱۰ اینچ)
- پهنای بال: ۵۰٫۵ متر (۱۶۵ فوت ۸ اینچ)
- ارتفاع: ۱۴٫۷۶ متر (۴۸ فوت ۵ اینچ)
- مساحت بال‌ها: ۳۰۰ متر مربع (۳٬۲۰۰ فوت مربع)
- پیشرانه: ۴ عدد turbofan engines Aviadvigatel PS-90-76, ۱۴۲ کیلونیوتن (۳۲٬۰۰۰ پوند-نیرو) thrust  در هر موتور [۳]

عملکرد
- حداکثر سرعت: ۹۰۰ کیلومتر بر ساعت (۵۶۰ مایل بر ساعت، ۴۹۰ گره)
- حداکثر سرعت: ۰٫۸۲ ماخ